# Periodsäure
Periodsäure, auch Perjodsäure, ist eine Säure des Elements Iod. Ihre Salze heißen Periodate und können als Oxidationsmittel beispielsweise in organischen Synthesen dienen.

## Eigenschaften
Die Verbindung ist als Orthoperiodsäure (H5IO6) die einzige in Wasser beständige Iod(VII)-säure.
Sie ist ein starkes Oxidationsmittel und eine schwache mehrbasige Säure mit einem pKs-Wert von 3,29.
Orthoperiodsäure kristallisiert monoklin, Raumgruppe P21/n (Raumgruppen-Nr. 14, Stellung 2), mit den Gitterparametern a = 5,28 Å, b = 18,35 Å, c = 4,95 Å und β = 111,4°. Sie hat eine nahezu oktaedrische Struktur, wobei die Doppelbindung zum Sauerstoff mehr Platz beansprucht und damit eine Ligandenebene etwas eindrückt. Es ergeben sich Winkel von unter 90° zwischen den Liganden.
Beim Erhitzen im Vakuum bildet sich durch fortgesetzte Kondensationsreaktionen über oligo-Periodsäuren, beispielsweise die Triperiodsäure (H7I3O14), die polymere meta-Periodsäure ((HIO4)n). In den oligo-Periodsäuren und der meta-Periodsäure ist das Iod verzerrt oktaedrisch von Sauerstoffatomen umgeben. Die Oktaeder sind jeweils über zwei Ecken miteinander verknüpft.

Strukturformel von Triperiodsäure
Struktur der meta-Periodsäure

## Herstellung
Orthoperiodsäure wird aus Bariumorthoperiodat und Salpetersäure hergestellt. Man macht sich zunutze, dass Bariumnitrat in Salpetersäure unlöslich ist.
{\displaystyle \mathrm {Ba_{3}H_{4}(IO_{6})_{2}+6\ HNO_{3}\rightleftharpoons \ 2\ H_{5}IO_{6}+3\ Ba(NO_{3})_{2}} }
Die Anodische Oxidation von Iodsäure führt ebenfalls zur Periodsäure.

## Verwendung
- Malaprade-Reaktion (Glycolspaltung)
- PAS-Reaktion